# Comportamiento informacional
El comportamiento informacional hace referencia al estudio de las necesidades de información de los usuarios y la manera en que buscan y hace uso de la misma en diferentes contextos. Wilson (2000) lo definió como el comportamiento humano -tanto individual como colaborativo- frente a las fuentes y canales de información, incluyendo la búsqueda -tanto de forma activa (acto voluntario y consciente) como pasiva (sin una necesidad ni intención consciente)- y el uso de la información.
El ser humano interacciona de muy diversas formas con la información, en especial en lo que se refiere a cómo busca y usa la información, y el interés en esta área atañe a muy diversos contextos:
- Los bibliotecarios y archiveros quieren entender mejor el uso que del material librario hacen los usuarios.
- Las agencias gubernamentales pretenden comprender cómo emplean los científicos e ingenieros la información técnica puesta a su disposición, a fin de lograr mejores resultados y fomentar la eficiencia en las investigaciones.
- Los sociólogos y humanistas están interesados fundamentalmente en los diversos empleos que desde la perspectiva social se hace de la información.

## Enfoques de estudio del comportamiento informacional
Para el estudio del comportamiento informacional, procede concebir la información bajo dos prismas:
- Información como algo objetivo: este enfoque considera la información como una realidad física independiente de la mente del propio usuario. Por tanto, el estudio que se hace del usuario se centra fundamentalmente en las transacciones entre dicho usuario y el sistema de información, dejando al margen las motivaciones que han propiciado su búsqueda y los aspectos humanos y sociales que hayan podido influir en el proceso. Es un estudio del comportamiento informacional orientado al sistema o tradicional.
- Información como algo subjetivo: según esta perspectiva, es la interpretación del usuario la que realmente proporciona significado a la información. Se tienen por tanto en cuenta tanto los aspectos humanos del usuario como el propio contexto en el que se realiza la búsqueda y se hace uso de la información. Es un estudio del comportamiento informacional orientado al usuario o alternativo.

## Aspectos del comportamiento informacional
El estudio del comportamiento informacional se puede acotar conceptualmente en varias áreas, dependiendo de los aspectos en los que se centran:
- Necesidad de información: el planteo de la búsqueda de información viene catalizado por una necesidad, que viene a ser el punto de partida del comportamiento informacional. Dependiendo de esa necesidad y del propio contexto, el individuo elegirá el sistema de información que considere más apropiado para saciarla.[cita requerida]
- Búsqueda y recuperación de información: la recuperación de la información agrupa al conjunto de interacciones con el sistema de información elegido, el cual supedita la estrategia de búsqueda, la forma de seleccionar los resultados obtenidos y la evaluación del nivel de relevancia de cada uno de ellos.[cita requerida]
- Uso de información: toda vez que el usuario haya obtenido y seleccionado información pertinente, éste hace uso de la misma y previsiblemente la incorporará a su base de conocimiento, o la pondrá a disposición del conocimiento colectivo a modo de colaboración informacional.[cita requerida]

### Necesidad de información
La necesidad de información es un deseo individual o colectivo de encontrar y conseguir información para satisfacer una necesidad consciente o inconsciente [cita requerida]. Al estudiar la necesidad de información se pretende:
- Explicar los fenómenos observados en relación con uso de información y su necesidad inherente.
- Predecir los casos de uso de información.
- Controlar, mejorar y dar buen uso del tratamiento esencial de la información.

Hay que distinguir necesidad de información de requisito de información. Así, por ejemplo, la necesidad sería el hambre, y el requisito la comida.

### Búsqueda y recuperación de información
La recuperación de información el la actividad consistente en obtener recursos de información que son relevantes para una necesidad de información dada. Para localizar y seleccionar los recursos adecuados a partir de una colección de recursos a nuestra disposición, se pueden realizar consultas basadas en metadatos o índices de texto completo, generalmente sobre bases de datos de distinta índole. No obstante, habría que considerar también dentro de este aspecto posibles procesos manuales regidos por protocolos de actuación, bajo circunstancias en las que la colección que alberga los recursos no está automatizada.
La búsqueda de información es el consecuente proceso o actividad consistente en intentar obtener información tanto en contextos humanos como tecnológicos [cita requerida]. Por consiguiente, está intrínsecamente ligado a la recuperación de información.

### Uso de información
El uso de la información se considera a la relación de cambios cognitivos y de conducta que el individuo experimenta al recuperar la información buscada. El uso de información produce un impacto y tiene una relevancia, y por tanto es considerado como el efecto producido en el proceso ligado al comportamiento informacional. [cita requerida]

## Áreas conceptuales
Según los aspectos estudiados, dentro del comportamiento informacional se establecen conceptualmente diversas áreas o niveles anidados (Wilson, 1999):

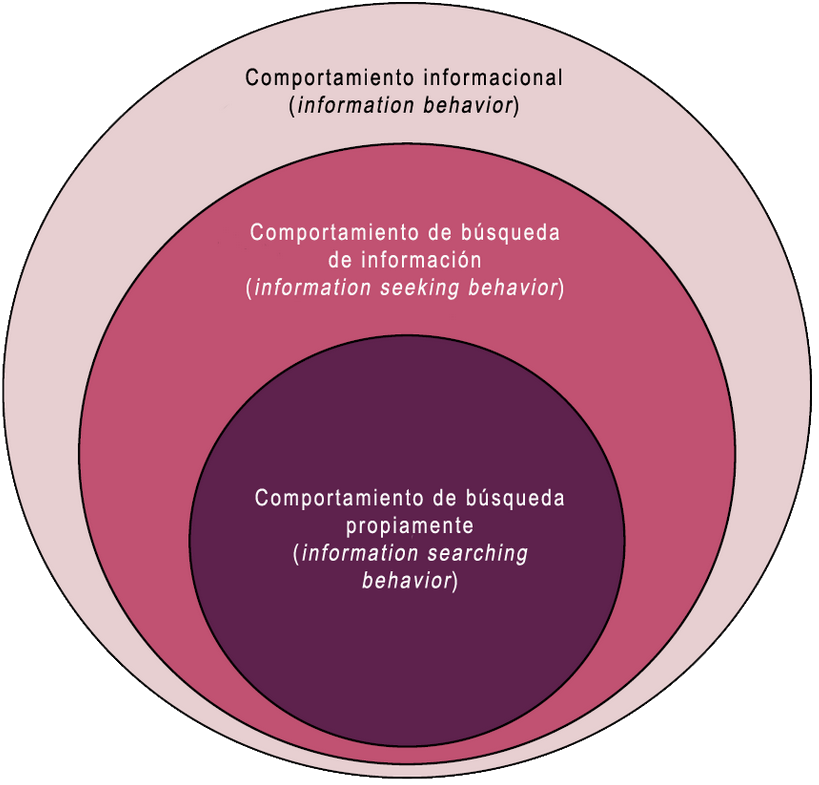
Áreas conceptuales del comportamiento informacional

- El comportamiento informacional (information behavior) puede considerarse como el área de investigación más general.
- El comportamiento de búsqueda de información (information seeking behavior) es un subconjunto del anterior, y concierne concretamente a la diversidad de métodos empleados por los individuos para descubrir y acceder a los recursos de información.
- El comportamiento de búsqueda propiamente (information searching behavior) es un subconjunto del comportamiento de búsqueda de información que pretende englobar las interacciones existentes entre el usuario de la información (con o sin intermediario) y los sistemas de información.

De igual forma, se puede imbricar el modelo anidado de comportamiento informacional dentro de lo que se conoce como la comportamiento de la comunicación humana (human communication behavior), dentro del ámbito de las teorías de la comunicación.

## Paradigmas y modelos relacionados con el comportamiento informacional

### Teoría del sense-making (Dervin)

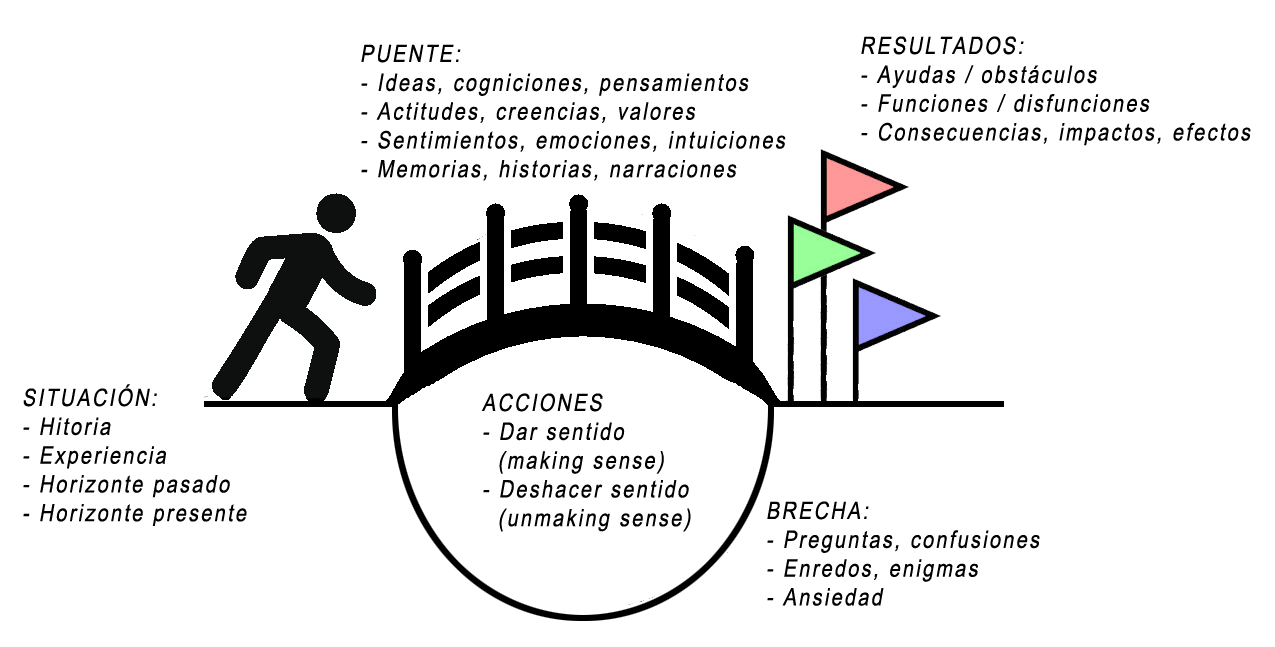
Metáfora de la brecha en la teoría del sense-making

El sense-making (dar sentido) es el proceso por el cual la gente proporciona un significado a la experiencia. El concepto aglutina visiones provenientes de la filosofía, sociología, y la ciencia cognitiva (en especial, la psicología social), siendo por tanto su estudio interdisciplinar.
Dervin (1983, 1992, 1996) plantea que existe una brecha cognitiva que los individuos experimentan cuando tratan de dar sentido a los datos observados. Debido al hecho de que gran parte de esta investigación psicológica se contextualiza dentro de la ingeniería de sistemas y los factores humanos, se le da gran importancia a la posibilidad de poder medir los conceptos y actos y de poner en práctica las teorías planteadas.

### Modelos de conceptualización, motivación y conducta para el comportamiento de búsqueda de información (Wilson)

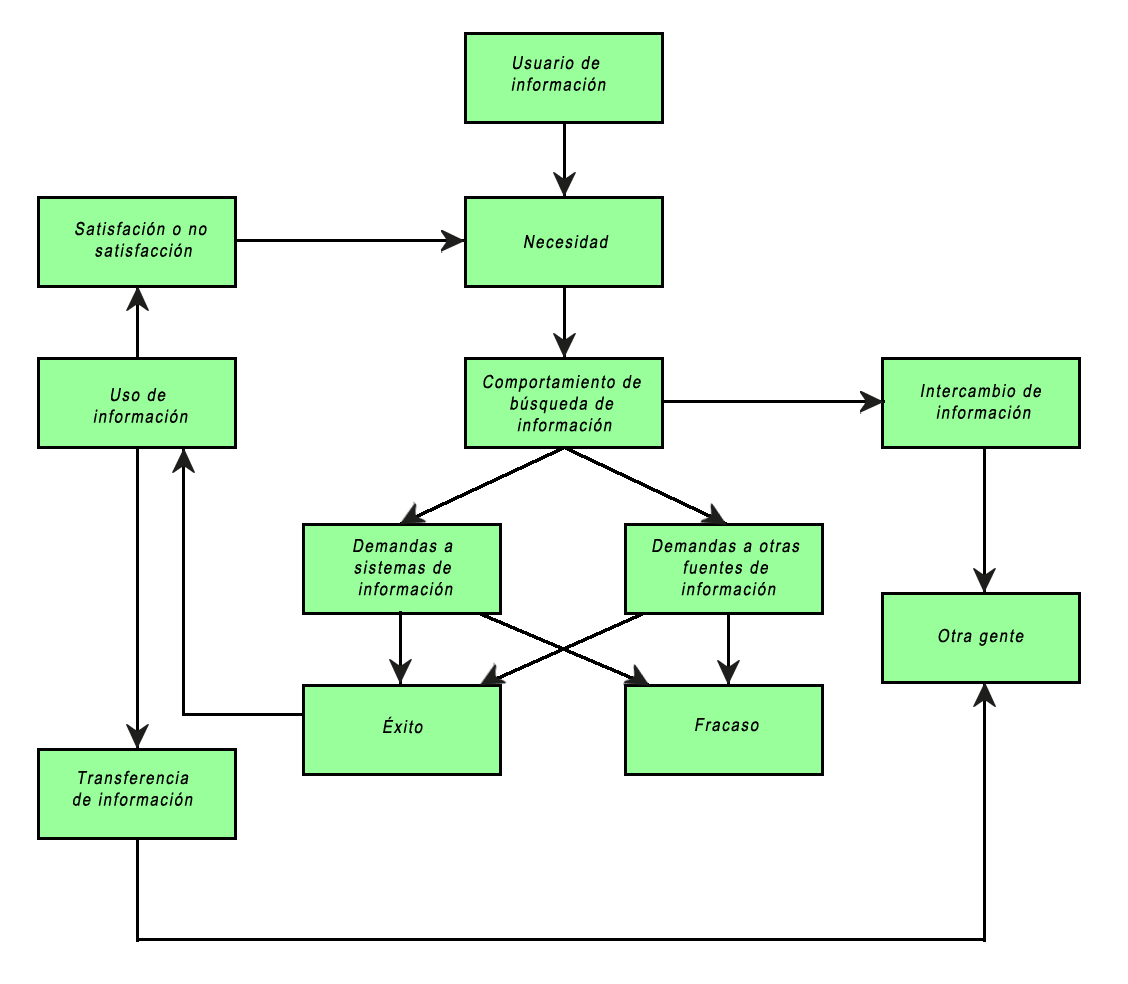
Flujo y conceptos de comportamiento informacional

El primer paso es perfilar los conceptos relacionados con los usuarios de los sistemas de información, que es lo que fundamenta el comportamiento informacional. Para ello, Wilson (1981) propuso un diagrama de flujo que pone en relación la necesidad, la búsqueda, el intercambio y el uso de información.

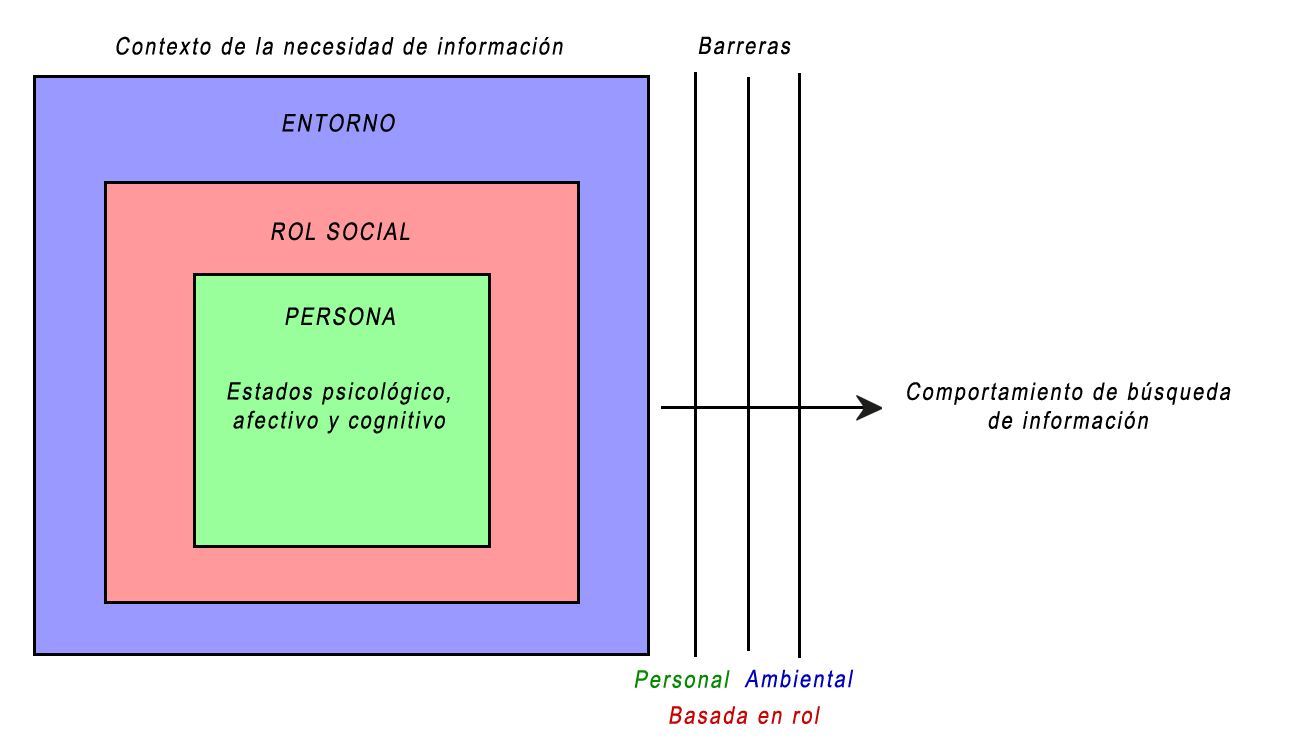
Motivación de la búsqueda de información

Tras perfilar los conceptos, Wilson (1981) propuso un modelo en el que se plasmaban las circunstancias que daban lugar al comportamiento de la búsqueda de información. Los principales elementos del modelo son la relación que existe entre la necesidad de información que le surge al usuario -el cual juega un rol dentro de un entorno-, los obstáculos para acometer y completar la búsqueda y el propio comportamiento informacional en sí.

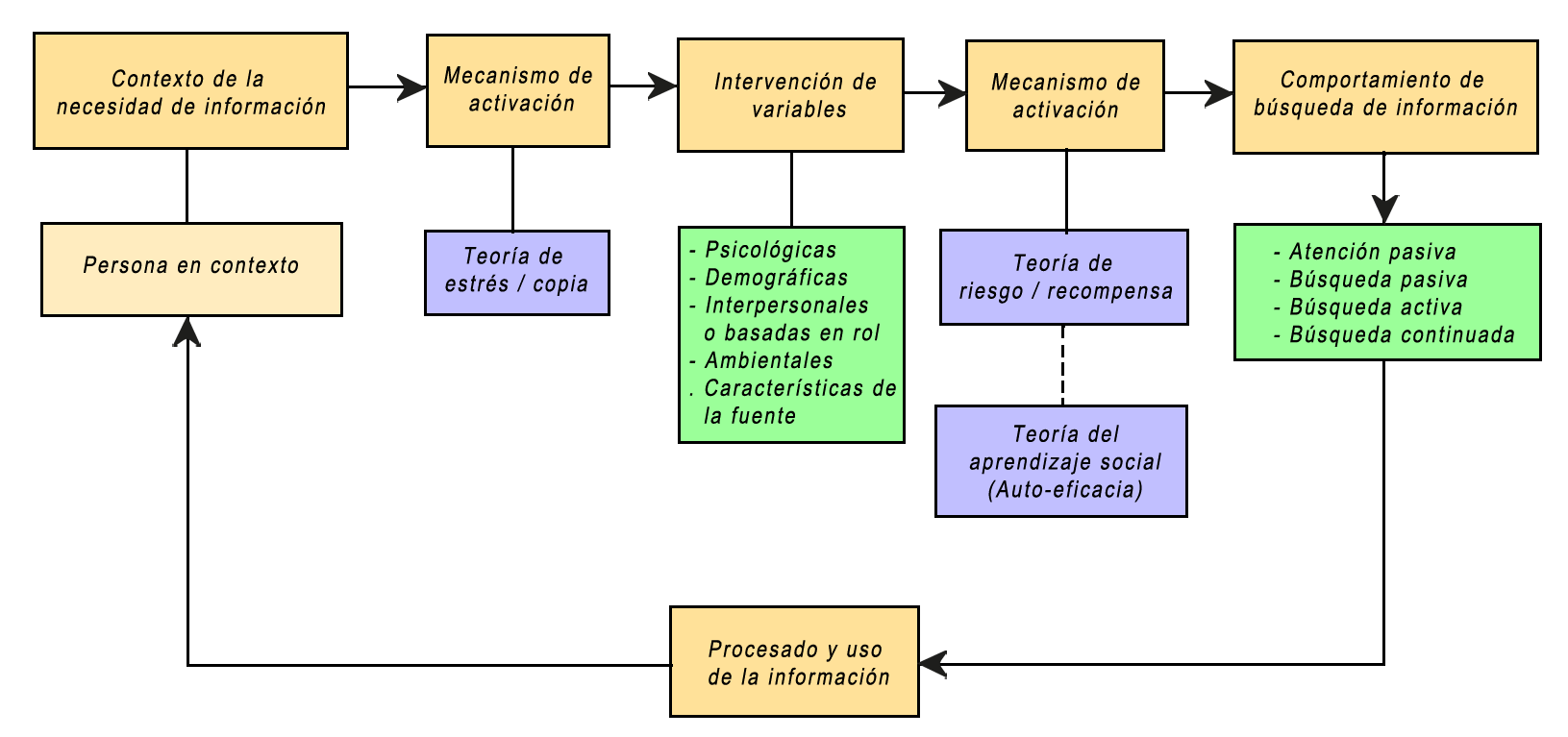
Conducta de búsqueda de información

Finalmente, Wilson (1997) propuso una serie de etapas que hacen que un usuario, dentro de un contexto, decida asumir una conducta informativa. Es una visión interdisciplinar del comportamiento informacional.

### Modelo de conducta para el diseño de sistemas de recuperación de información (Ellis)

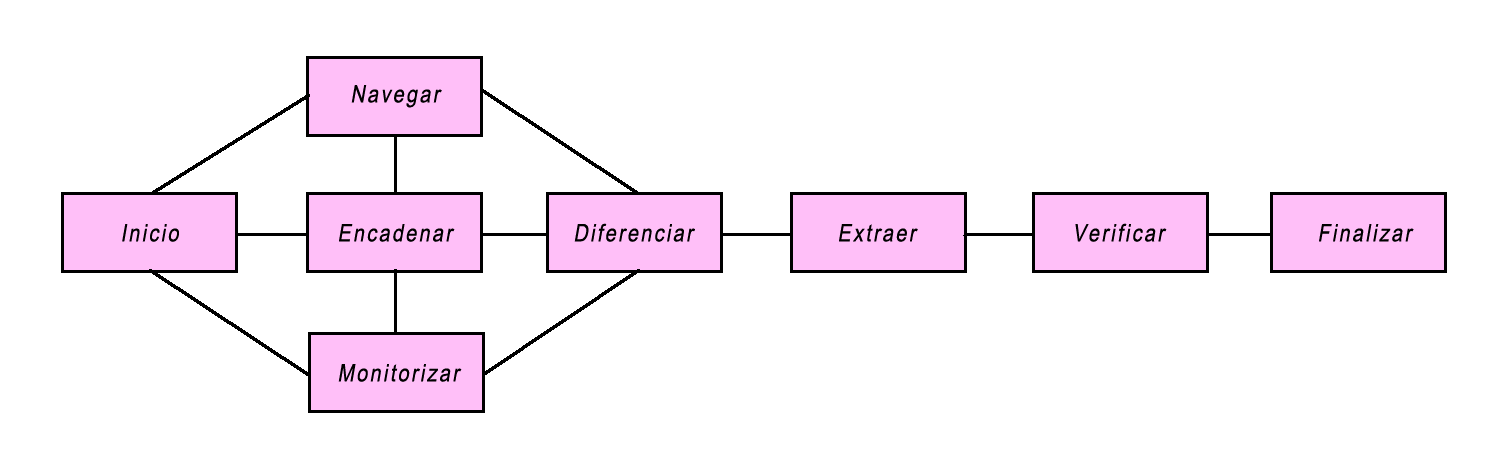
Características de los patrones de búsqueda de información

Ellis (1989) propuso un modelo general de comportamientos de búsqueda de información basado en estudios de patrones de científicos sociales, físicos y químicos investigadores e ingenieros y científicos investigadores en una compañía industrial.
Existirían seis características genéricas de los patrones de búsqueda de información de científicos sociales:
- Inicio: incluye los medios a los que recurre por el usuario para comenzar la búsqueda de información, por ejemplo, preguntando cierto conocimiento a un compañero.
- Encadenamiento: consiste en seguir las evidencias constatadas a partir de la fuente de información original.
- Navegación: es la actividad de búsqueda semi-dirigida o semi-estructurada en áreas de potencial interés.
- Diferenciación: se trata de aplicar filtros individuales y realizar la selección según criterios concretos de entre las fuentes a nuestra disposición, determinando las diferencias de naturaleza y calidad del material ofrecido.
- Monitorización: es la actividad consistente en mantener al corriente a los desarrolladores de un área de conocimiento haciendo un seguimiento regular de fuentes concretas relacionadas.
- Extracción: es el trabajo sistemático que se realiza sobre una fuente particular o un conjunto de ellas, a fin de identificar material relevante proveniente de esas fuentes de información.
- Verificación: implica la comprobación de la precisión de la información obtenida por el usuario de varias fuentes.
- Finalización: consiste en atar los cabos sueltos para consumar el proceso de búsqueda.

### Proceso de búsqueda de información (Kuhlthau)

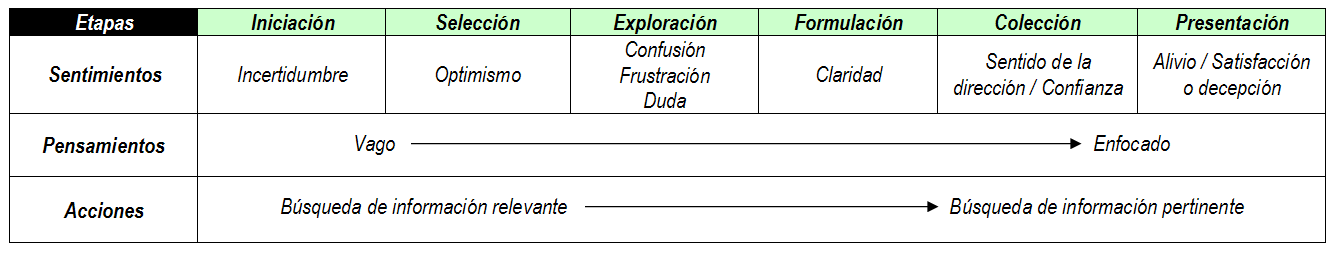
Etapas del proceso de búsqueda de información

El proceso de búsqueda de información (information search process, ISP) es un proceso de seis etapas del comportamiento de búsqueda de información, en las bibliotecas y ciencias de la información, propuesto por Kuhlthau (1991):
- Iniciación: el individuo reconoce la necesidad de información para completar un cometido. Conforme más se piensa en el tema, con más motivo discutirá sobre el mismo con otros, y se echará mano de sesiones de tormentas de ideas. En esta etapa el usuario es presa de sentimientos de miedo e incertidumbre.
- Selección: el individuo comienza a decidir qué tema se investigará y cómo se procederá. Comienza a esfumarse el sentimiento de incertidumbres y a invadir al usuario cierto optimismo.
- Exploración: se obtiene información sobre el tema, y se crea un nuevo conocimiento individual que completa el que ya se poseía. Los sentimientos de ansiedad pueden aflorar de nuevo si se detecta información inconsistente o incompatible.
- Formulación: el individuo comienza a evaluar la información que ha reunido. Empieza a conformarse una perspectiva bien enfocada, que permite que se esfumen en gran medida la confusión e incertidumbre de etapas anteriores. Se formula una construcción personalizada de la información general explorada.
- Colección: el individuo sabe a estas alturas qué necesita exactamente para apoyar el enfoque. Se experimenta un mayor interés, un aumento de la confianza y se persigue con más ahínco un resultado final exitoso.
- Cierre: el individuo ha completado la búsqueda de información propiamente. Se resume y realiza un informe de los resultados de la misma. Se experimenta una sensación de alivio y, dependiendo de cómo haya resultado la búsqueda, de satisfacción o de decepción.